# Tony Mitchell (director)
Tony Mitchell (nacido el 9 de agosto de 1961 en Toronto, Canadá) es un director britanicocanadiense de cine y de televisión. 

## Vida y carrera
Mitchell creció en Toronto. Una vez que se convirtió en director, él dirigió muchas miniseries de alto acontecimiento, películas y episodios espectaculares de televisión como A..D. La Biblia Continúa" (2015), La Biblia (2013), Atlantis (2011), Episodios 3.1, 3.3, de Primeval (2009), Inundación (2007) y Supervolcán (2004). También ha dirigido numerosos documentales factuales, que fueron galardonados con premios como Hilos de Vida de la BBC, Las cataratas del Niagara del PBS/CH4, Cosa Salvaje - Chimpancé CH4 y Egipcios Antiguos del CH4.
Él tiene los pasaportes británicos y canadienses y una Green Card estadounidense. También tiene casas en Londres, Ciudad del Cabo y Belfast.

## Filmografía

### Películas
- 2004: Supervolcán
- 2007: Inundación
- 2011: Atlantis - El fin de un mundo
- 2018 Grace y Goliath

### Series
- 1996: TFI Viernes (13 episodios)
- 2009:  Primeval (2 episodios)
- 2013: La Biblia
- 2024: Los Baxter